# San Andrés de Giles partido
San Andrés de Giles egy partido Argentína középpontjától keletre, Buenos Aires tartományban. Székhelye San Andrés de Giles.

## Népesség
A partido népessége a közelmúltban a következőképpen változott:
| Év   | Lakosság |
| ---- | -------- |
| 2001 | 20 604   |
| 2010 | 23 027   |